# Galbella hofferi
Galbella hofferi es una especie de escarabajo del género Galbella, familia Buprestidae. Fue descrita científicamente por Obenberger en 1937.